# Phylloptera octonotata
Phylloptera octonotata är en insektsart som beskrevs av Morgan Hebard 1924. Phylloptera octonotata ingår i släktet Phylloptera och familjen vårtbitare. Inga underarter finns listade i Catalogue of Life.